# The Best FIFA Football Awards 2020
I The Best FIFA Football Awards 2020 si sono svolti il 17 dicembre con una cerimonia virtuale.

## Premi

### The Best FIFA Men's Player
| Posizione       | Nome               | Club                      | Nazionalità | Punti |
| --------------- | ------------------ | ------------------------- | ----------- | ----- |
| 1               | Robert Lewandowski | Bayern Monaco             | Polonia     | 52    |
| 2               | Cristiano Ronaldo  | Juventus                  | Portogallo  | 38    |
| 3               | Lionel Messi       | Barcellona                | Argentina   | 35    |
| Altri candidati |                    |                           |             |       |
| 4               | Sadio Mané         | Liverpool                 | Senegal     | 29    |
| 5               | Kevin De Bruyne    | Manchester City           | Belgio      | 26    |
| 6               | Mohamed Salah      | Liverpool                 | Egitto      | 25    |
| 7               | Kylian Mbappé      | Paris Saint-Germain       | Francia     | 19    |
| 8               | Thiago Alcântara   | Bayern Monaco / Liverpool | Spagna      | 17    |
| 9               | Neymar             | Paris Saint-Germain       | Brasile     | 16    |
| 10              | Virgil van Dijk    | Liverpool                 | Paesi Bassi | 13    |
| 11              | Sergio Ramos       | Real Madrid               | Spagna      | 7     |

### The Best FIFA Goalkeeper
| Posizione       | Nome                  | Club                | Nazionalità | Punti |
| --------------- | --------------------- | ------------------- | ----------- | ----- |
| 1               | Manuel Neuer          | Bayern Monaco       | Germania    | 28    |
| 2               | Alisson               | Liverpool           | Brasile     | 20    |
| 3               | Jan Oblak             | Atlético Madrid     | Slovenia    | 12    |
| Altri candidati |                       |                     |             |       |
| 4               | Keylor Navas          | Paris Saint-Germain | Costa Rica  | 5     |
| 5               | Marc-André ter Stegen | Barcellona          | Germania    | 4     |
| 6               | Thibaut Courtois      | Real Madrid         | Belgio      | 3     |

### The Best FIFA Men's Coach
| Posizione       | Nome              | Squadra       | Punti |
| --------------- | ----------------- | ------------- | ----- |
| 1               | Jürgen Klopp      | Liverpool     | 24    |
| 2               | Hans-Dieter Flick | Bayern Monaco | 24    |
| 3               | Marcelo Bielsa    | Leeds Utd     | 11    |
| Altri candidati |                   |               |       |
| 4               | Zinédine Zidane   | Real Madrid   | 9     |
| 5               | Julen Lopetegui   | Siviglia      | 4     |

### The Best FIFA Women's Player
| Posizione       | Nome                   | Club                              | Nazionalità   | Punti |
| --------------- | ---------------------- | --------------------------------- | ------------- | ----- |
| 1               | Lucy Bronze            | Olympique Lione / Manchester City | Inghilterra   | 52    |
| 2               | Pernille Harder        | Wolfsburg / Chelsea               | Danimarca     | 40    |
| 3               | Wendie Renard          | Olympique Lione                   | Francia       | 35    |
| Altre candidate |                        |                                   |               |       |
| 4               | Vivianne Miedema       | Arsenal                           | Paesi Bassi   | 31    |
| 5               | Delphine Cascarino     | Olympique Lione                   | Francia       | 30    |
| 6               | Dzsenifer Marozsán     | Olympique Lione                   | Germania      | 25    |
| 7               | Samantha Kerr          | Chicago Stars / Chelsea           | Australia     | 20    |
| 8               | Caroline Graham Hansen | Barcellona                        | Norvegia      | 15    |
| 9               | Jennifer Hermoso       | Barcellona                        | Spagna        | 15    |
| 10              | Saki Kumagai           | Olympique Lione                   | Giappone      | 7     |
| 11              | Ji So-yun              | Chelsea                           | Corea del Sud | 7     |

### The Best FIFA Women's Goalkeeper
| Posizione       | Nome              | Club                        | Nazionalità | Punti |
| --------------- | ----------------- | --------------------------- | ----------- | ----- |
| 1               | Sarah Bouhaddi    | Olympique Lione             | Francia     | 24    |
| 2               | Christiane Endler | Paris Saint-Germain         | Cile        | 22    |
| 3               | Alyssa Naeher     | Chicago Stars               | Stati Uniti | 10    |
| Altre candidate |                   |                             |             |       |
| 4               | Ann-Katrin Berger | Chelsea                     | Germania    | 6     |
| 5               | Hedvig Lindahl    | Wolfsburg / Atlético Madrid | Svezia      | 5     |
| 6               | Ellie Roebuck     | Manchester City             | Inghilterra | 5     |

### The Best FIFA Women's Coach
| Posizione       | Nome             | Squadra         | Punti       |
| I finalisti     | I finalisti      | I finalisti     | I finalisti |
| --------------- | ---------------- | --------------- | ----------- |
| 1               | Sarina Wiegman   | Paesi Bassi     | 26          |
| 2               | Jean-Luc Vasseur | Olympique Lione | 20          |
| 3               | Emma Hayes       | Chelsea         | 12          |
| Altri candidati |                  |                 |             |
| 4               | Stephan Lerch    | Wolfsburg       | 7           |
| 5               | Lluís Cortés     | Barcellona      | 6           |
| 6               | Rita Guarino     | Juventus        | 1           |
| 7               | Hege Riise       | LSK Kvinner     | 0           |

### FIFA Fair Play Award
| Giocatore     | Motivazione                                                                                     |
| ------------- | ----------------------------------------------------------------------------------------------- |
| Mattia Agnese | Per aver prestato il primo soccorso ad un avversario che aveva perso i sensi durante la partita |

### FIFA Puskás Award
| Posizione | Giocatore              | Incontro           | Competizione                       | Data            | Punti |
| --------- | ---------------------- | ------------------ | ---------------------------------- | --------------- | ----- |
| 1         | Son Heung-min          | Tottenham-Burnley  | Premier League 2019-2020           | 7 dicembre 2019 | 24    |
| 2         | Giorgian De Arrascaeta | Ceará-Flamengo     | Campeonato Brasileiro Série A 2019 | 25 agosto 2019  | 22    |
| 3         | Luis Suárez            | Barcellona-Maiorca | Primera División 2019-2020         | 7 dicembre 2019 | 20    |

### FIFA Fan Award
| Posizione | Tifosi                       | Incontro   | Competizione | Data  | Voti    |
| --------- | ---------------------------- | ---------- | ------------ | ----- | ------- |
| 1         | Marivaldo Francisco da Silva | Vari match | Varie        | Varie | 138,122 |
| 2         | Tifosi colombiani            | -          | -            | Varie | 116,616 |
| 3         | James Anderson               | -          | -            | Varie | 86,182  |

### FIFA FIFPro World11

#### FIFA FIFPro Men's World11
| Nome                   | Club di appartenenza      |
| Portiere               | Portiere                  |
| ---------------------- | ------------------------- |
| Alisson                | Liverpool                 |
| Difensori              |                           |
| Trent Alexander-Arnold | Liverpool                 |
| Sergio Ramos           | Real Madrid               |
| Virgil van Dijk        | Liverpool                 |
| Alphonso Davies        | Bayern Monaco             |
| Centrocampisti         |                           |
| Joshua Kimmich         | Bayern Monaco             |
| Kevin De Bruyne        | Manchester City           |
| Thiago Alcântara       | Bayern Monaco / Liverpool |
| Attaccanti             |                           |
| Cristiano Ronaldo      | Juventus                  |
| Robert Lewandowski     | Bayern Monaco             |
| Lionel Messi           | Barcellona                |

#### FIFA FIFPro Women's World11
| Nome               | Club di appartenenza                |
| Portiere           | Portiere                            |
| ------------------ | ----------------------------------- |
| Christiane Endler  | Paris Saint-Germain                 |
| Difensori          |                                     |
| Lucy Bronze        | Olympique Lione / Manchester City   |
| Wendie Renard      | Olympique Lione                     |
| Millie Bright      | Chelsea                             |
| Centrocampisti     |                                     |
| Tobin Heath        | Portland Thorns / Manchester United |
| Verónica Boquete   | Utah Royals / Milan                 |
| Barbara Bonansea   | Juventus                            |
| Megan Rapinoe      | Seattle Reign                       |
| Attaccanti         |                                     |
| Delphine Cascarino | Olympique Lione                     |
| Vivianne Miedema   | Arsenal                             |
| Pernille Harder    | Wolfsburg / Chelsea                 |